# Ørslevkloster Sogn
Ørslevkloster Sogn er et sogn i Skive Provsti (Viborg Stift).
I 1800-tallet var Ørum Sogn anneks til Ørslevkloster Sogn. Begge sogne hørte til Fjends Herred i Viborg Amt. Trods annekteringen var de to selvstændige sognekommuner. Ved kommunalreformen i 1970 blev de begge indlemmet i Skive Kommune.
I Ørslevkloster Sogn ligger Ørslevkloster Kirke, som udgør nordfløjen af det tidligere Ørslev Kloster.
I sognet findes følgende autoriserede stednavne:
- Bøstrup (bebyggelse, ejerlav)
- Gammel Hald (bebyggelse)
- Hald (bebyggelse, ejerlav)
- Hald Holte (bebyggelse)
- Hald Søndermark (bebyggelse)
- Hejlskov (bebyggelse, ejerlav)
- Knuden (areal)
- Lund (bebyggelse, ejerlav)
- Neder Hornbæk (bebyggelse, ejerlav)
- Virksund (bebyggelse)
- Ørslevkloster (bebyggelse, ejerlav)
- Ørslevkloster Sø (vandareal)